# Lineage
Lineage is unilineaire afstamming waarbij nog precies bekend aan wie iedereen verwant is, hetzij via de mannelijk (patrilineaire afstamming), hetzij via de vrouwelijke lijn (matrilineaire afstamming). Een groep van verwanten die dusdanig groot is dat de exacte verwantschapsband onbekend is, is een clan.